# Ерик Хаула
Ерик Хаула (фин. Erik Haula; 23. март 1991, Пори, Финска) професионални је фински хокејаш на леду који игра на позицији левог крила (нападач).
Тренутно игра за америчку екипу Минесота Вајлдси у Националној хокејашкој лиги (НХЛ). 
Са сениорском репрезентацијом Финске освојио је сребрну медаљу на Светском првенству 2014. у Минску.

## Каријера
Ерик Хаула је своје прве хокејашке кораке начинио у школи хокеја хокејашког клубе Есет из његовог родног града Порија. Током 2008. одлази у Сједињене Државе на студије где наставља са тренирањем и наступа за универзитетску екипу Универзитета Минесоте. 
На улазном драфту НХЛ лиге 2009. у седмој рунди драфта као 182. пика одабрала га је екипа Минесота Вајлдса. 
Током три сезоне колико је провео у редовима универзитетске екипе из Минесоте одиграо је укупно 114 утакмица уз учинак од 42 гола и 82 асистенције (укупно 124 поена). По окончању студија у априлу 2013. потписује професионални уговор са Вајлдсима. Пре тога одиграо је неколико утакмица за екипу Хјустон аероса из Америчке хокејашке лиге. 
Сезону 2013/14. започео је у редовима екипе Ајова вајлдси, филијале Минесоте из АХЛ лиге из које је у новембру 2013. пребачен у први тим Минесоте. Дебитантску утакмицу у НХЛ лиги одиграо је 29. новембра у утакмици против Колорадо Аваланча, док је први погодак у лиги постигао 18. јануара 2014. у утакмици против екипе Далас Старса.

### Репрезентативна каријера
На великим такмичењима наступао је за све узрасне категорије селекције Финске, а највећи успех остварио је са репрезентацијом до 18 година са којом је освојио бронзану медаљу на светском првенству 2009. године. 
За сениорску репрезентацију Финске дебитовао је на Светском првенству 2014. у Минску (Белорусија) на којем је освојио сребрну медаљу. На том турниру Хаула је одиграо 6 (од 10) утакмица и остварио учинак од једне асистенције. 